# Robert Lisle Lindsey
Robert Lisle Lindsey, conosciuto anche come Bob Lindsey (Norman (Oklahoma), 16 agosto 1917 – Tulsa, 31 maggio 1995), è stato un biblista statunitense.

## Biografia
Lindsey ha conseguito il bachelor of arts all'Università dell'Oklahoma e il Master of Theology al Seminario Teologico di Princeton. Consacrato pastore battista, nel 1945 si è trasferito con la famiglia a Gerusalemme, dove ha esercitato il suo ministero. In seguito è rientrato negli USA per completare i suoi studi. Nel 1954 ha conseguito il Ph.D al Southern Baptist Theological Seminary a Louisville, facendo poi ritorno a Gerusalemme, dove ha trascorso la maggior parte della sua vita. Oltre ad esercitare il ministero religioso, Lindsey si è dedicato a studiare il Gesù storico, cercando di inquadrare la sua vita e la sua figura nel contesto ebraico dell’epoca in cui visse. Nel 1960 ha fondato insieme a David Flusser la Jerusalem School of Synoptic Research, un consorzio di studiosi cristiani ed ebrei che ha la finalità di studiare i vangeli sinottici. Lindsey ha scritto undici libri e trentuno articoli.

## Opere principali
- Jesus, Rabbi and Lord: The Hebrew Story of Jesus Behind Our Gospels, Oak Creek, WI: Cornerstone Publishing, 1990
- The Jesus Sources, Tulsa, OK: Hakesher, 1990
- A Comparative Greek Concordance of the Synoptic Gospels, 3 volumes, Jerusalem: Dugit, 1985-1989
- A Hebrew Translation of the Gospel of Mark: A Greek-Hebrew Diglot with English Introduction, Second Edition, Jerusalem: Dugit, 1973
- A New Approach to the Synoptic Gospels, Jerusalem: Dugit, 1971